# Wilhelm du Plessis
Friedrich Wilhelm Louis du Plessis (* 27. März 1820 in Mittenwalde; † 2. September 1886 in Erfurt) war ein preußischer Generalmajor.

## Leben

### Herkunft
Wilhelm war ein Sohn des preußischen Kapitäns der Gendarmerie Louis du Plessis (1783–1842) und dessen Ehefrau Wilhelmine, geborene Graeff (1791–1859).

### Militärkarriere
Nach dem Besuch der Kadettenhäuser in Potsdam und Berlin wurde Plessis am 5. August 1837 als Sekondeleutnant dem 37. Infanterie-Regiment (5. Reserve-Regiment) der Preußischen Armee überwiesen. Von Mitte April bis Anfang Oktober 1840 war er zum Lehr-Infanterie-Bataillon nach Berlin kommandiert. Plessis wurde am 1. April 1843 Adjutant des II. Bataillons und absolvierte vom 15. Oktober 1845 bis zum 21. März 1848 die Allgemeine Kriegsschule. Ende März 1850 stieg er zum Premierleutnant auf und von Februar 1851 bis August 1852 als Adjutant des Landwehr-Regiments kommandiert. Anschließend wurde Plessis zum Regimentsadjutanten in seinem Stammregiment ernannt und in dieser Eigenschaft am 7. Dezember 1854 zum Hauptmann befördert. Nach einer erneuten Kommandierung – dieses Mal als Kompanieführer – beim Landwehr-Regiment, wurde er am 16. März 1858 zum Kompaniechef ernannt. Am 1. Juli 1860 erfolgte seine Versetzung in das neuformierte 3. Posensche Infanterie-Regiment Nr. 58. Plessis avancierte Mitte Dezember 1863 zum Major und wurde am 9. April 1866 Kommandeur des Füsilier-Bataillon, dass er im folgenden Krieg gegen Österreich bei Nachod, Skalitz und Schweinschädel führte. Für sein Wirken erhielt er nach dem Friedensschluss den Roten Adlerorden IV. Klasse mit Schwertern.
Nach dem Krieg wurde Plessis am 30. Oktober 1866 in das neuerrichtete Infanterie-Regiment Nr. 81 versetzt. Am 12. November 1866 wurde er Kommandeur des Füsilierbataillons des Regiments. Am 31. Dezember 1866 wurde er Oberstleutnant mit Patent zum 30. Oktober 1866 befördert.
Am 16. Juli 1870 wurde er als Kommandeur in das Brandenburgische Füsilier-Regiment Nr. 35 versetzt und nach der Mobilmachung anlässlich des Krieges gegen Frankreich am 26. Juli 1870 zum Oberst Plessis führte sein Regiment bei Vionville, Gravelotte, vor Metz, bei Orléans und Le Mans. Ausgezeichnet mit dem Eisernen Kreuz II. Klasse verblieb er mit seinem Verband nach Kriegsende bis Ende Juli 1873 bei der Okkupationsarmee in Frankreich. Unter Verleihung des Charakters als Generalmajor wurde Plessis am 15. September 1874 mit Pension zur Disposition gestellt. Er starb am 2. September 1886 in Erfurt.

### Familie
Plessis heiratete am 21. April 1849 in Nordhausen Franziska von Loesen (1822–1897), eine Tochter des Oberstleutnants Karl Heinrich Wilhelm von Loesen (1785–1846). Das Paar hatte mehrere Kinder:
- Helene (* 1850)
- Thekla (* 1851) ⚭ 1872 N.N. von Werthern, Leutnant[2]
- Charlotte (* 1852)
- Leo (* 1854), preußischer Oberst im Kulmer Infanterie-Regiment Nr. 141 ⚭ 1882 Elfriede Nahmmacher (* 1860)[3]